# Burrington (Automobilhersteller)
Burrington war ein US-amerikanischer Hersteller von Automobilen.

## Unternehmensgeschichte
B. G. Burrington aus Holyoke in Massachusetts stellte 1902 einige Automobile her. Der Markenname lautete Burrington. Die Käufer kamen aus der näheren Umgebung.

## Fahrzeuge
Das einzige Modell hatte einen Einzylindermotor mit 6 PS Leistung. Er trieb über eine Kette die Hinterachse an. Ein Rohrrahmen bildete die Basis. Darauf wurde eine offene zweisitzige Karosserie in Form eines Runabouts montiert. Der Radstand betrug 152 cm. Die Fahrzeuge hatte Rechtslenkung in Form eines Lenkhebels.